# Plugz
I The Plugz sono stati un gruppo punk messicana/statunitense formatosi nel 1978 in California e scioltosi nel 1985.

## Storia dei Plugz
Il gruppo fu formato nel 1978 e inizialmente era composto da Tito Larriva (voce e chitarra), Charlie Quintana (batteria) e Barry McBride (basso).
La band creò una propria etichetta discografica, denominata Fatima Records, nel 1979. Nello stesso anno i Plugz pubblicarono il loro debutto Electrify Me, seguito nel 1981 da Better Luck. Entrambi gli album ricevettero un discreto consenso da parte della critica e alcune delle tracce furono incluse nella colonna sonora di Repo Man - Il recuperatore.
Nel 1984 la band accompagnò Bob Dylan durante la sua prima apparizione al David Letterman Show.
Il gruppo si sciolse attorno al 1985, e Larriva, Quintana e Marsico si unirono a Steven Hufsteter per formare il gruppo latin rock Cruzados.

## Discografia

### Album di studio
- 1979 - Electrify Me
- 1981 - Better Luck

### Album live
- 1984 - Bob Dylan & The Plugz

### EP
- 1978 - Move

### Singoli
- 1981 - Achin'/La Bamba

### Apparizioni in compilation
- 1983 - Los Angelinos - The Eastside Renaissance (compilation)
- 1984 - Repo Man (colonna sonora)
- 1985 - New Wave Hookers (colonna sonora)